# Леліно
Леліно (рос. Лелино) — присілок у Волосовському районі Ленінградської області Російської Федерації.
Населення становить 2 особи. Належить до муніципального утворення Большеврудське сільське поселення.

## Історія
Від 1 серпня 1927 року належить до Ленінградської області.

## Населення
| 1997 | 2007 | 2010 | 2013 | 2014 | 2017 |
| ---- | ---- | ---- | ---- | ---- | ---- |
| 0    | ↗1   | ↗2   | →2   | ↗3   | ↘2   |